# アズビル
アズビル株式会社（英: Azbil Corporation）は、日本の制御・計測機器メーカー。

## 特色
空調制御で知られる、東京証券取引所プライム市場上場の制御機器・自動化機器メーカーであり、ビルシステムカンパニー（略称・BSC）とアドバンスオートメーションカンパニー（略称・AAC）という社内カンパニー制を取っている。計装機器大手、空調制御は国内首位である。
旧社名である山武（やまたけ）は、創業者である山口武彦の姓名から1字ずつ取られている（千葉県の山武地域などとは無関係。なお、山口武彦は鹿児島県出身）。また、現社名であるazbil（アズビル）とは、automation・zone・builderで、人々の安心・快適・達成感を実現し地域社会に貢献するという意味であるとされている。

## 沿革
- 1906年 - ドイツにある工作機械メーカーの販売代理店として山武商会を創業。
- 1952年 - ハネウエル・インコーポレイテッド（米国、現・ハネウェル）と技術提携契約を締結。
- 1953年 - ハネウエル・インコーポレイテッドと資本提携契約を締結（出資比率：50%）。
- 1958年 - 株式を店頭公開。
- 1961年 - 株式を東京証券取引所市場第二部に上場。
- 1966年 - 山武ハネウエル株式会社に社名変更。
- 1969年 - 株式を東京証券取引所市場第一部に指定替え。
- 1998年 - ハネウェル社との資本提携関係を変更、社名を株式会社山武に変更。
- 2002年 - ハネウェル社から自己株式を取得し、資本関係を解消。
- 2003年 - グループ会社の統合を実施、社内カンパニー制へ移行。
- 2005年 - 都内の支店機能を東品川に統合、本社を丸の内に移転。
- 2006年 - 創業100周年。山武グループのシンボルマークとしてazbil（アズビル）を制定。
- 2010年 - azbilグループのドメインをすべてwww.azbil.comに統一。
- 2012年 - アズビル株式会社へ社名変更。
- 2016年 - 一般財団法人アズビル山武財団を設立。
- 2017年 - アズビルメキシコ合同会社（メキシコ・グアナファト州）を設立。

## azbilグループ
- アズビルトレーディング（旧・アズビルロイヤルコントロールズと旧・山武商会→アズビル商事）
- アズビル山武フレンドリー
- アズビルセキュリティフライデー
- アズビル金門
- アズビル京都（旧・山武瑞穂）
- アズビル太信
- アズビルTACO
- テムテック研究所

## 提供番組
- 散歩シリーズ（ちい散歩→若大将のゆうゆう散歩）（テレビ朝日、火曜日）一時期のみ提供していた。